# مصفوفات ريفن المتتابعة
المصفوفات المتتابعة لريفن (بالإنجليزية: Raven's Progressive Matrices)‏، (وغالبا ما يشار إليها اختصار بـ: مصفوفات ريفن) أو (RPM)، وهي مجموعة اختبارات غير لفظية تستخدم عادة في الإطار التربوي. وهي من أكثر الاختبارات الشائعة والشعبية المعدة للمجموعات العمرية من 5 سنوات حتى سن الشيخوخة. وهي مكونة من 60 فقرة اختيار متعدد، متدرجة الصعوبة. وقد صمم هذا الشكل لقياس القدرة المنطقية لدى المفحوصين، ويعود مفهوم «تحديد المغزى» إلى أحد مكونات نظرية الذكاء العام لتشارلز سبيرمان التي يرمز فيها للعامل العام للذكاء بحرف g (حيث يشار بحرف g غالبا إلى العامل العام للذكاء general intelligence). وقد طورت هذه الاختبارات أساسا بواسطة جون سي ريفن John C. Raven في (1936). حيث يطلب من المفحوص في كل مفردة في الاختبار أن يتعرف على العنصر المفقود الذي يكمل النمط. وتظهر الكثير من الأنماط في أشكال مصفوفات من 4x4، 3x3, 2x2، ومن هنا أخذ الاختبار تسميته.

## الإصدارات
توجد هذه المصفوفات على ثلاثة أشكال مختلفة حسب ما تتضمنه من القدرات المختلفة.
- المصفوفات المتتابعة القياسية أو المعيارية (SPM): وهي النموذج الأصلي للمصفوفات، نشر أول مرة سنة (1938). تتألف كراسة الأسئلة من خمسة مجموعات (A حتى E) تحتوي كل واحدة منها على 12 مفردة، (مثلا: A1 حتى A12)، وهذه المفردات موضوعة بحيث تتدرج صعوبتها تصاعديا، وتتطلب مزيدا من الكفاءة التصورية العالية حتى يمكن ترميز وتحليل المعلومات. وتظهر كل المفردات بالحبر الأسود على خلفية بيضاء.
- المصفوفات المتتابعة الملونة: وهي مصممة للأطفال بعمر 5 سنوات إلى 11 سنة، ولكبار السن، وللأفراد الضعاف عقليا وجسديا. ويتضمن هذا الاختبار مجموعتي A و B من المصفوفات القياسية، مع مجموعة أخرى من 12 مفردة مدرجة بين تلك المجموعتين، وتسمى مجموعة Ab. وتظهر أكثر المفردات في خلفية ملونة لجعل الاختبار محفز بصريا للمشاركين. وفي جميع الأحوال، فإن آخر العناصر في مجموعة B تظهر بالأبيض والأسود، وفي هذه الحالة، إذا تجاوز المفحوص توقعت الفاحص، فإنه ينتقل إلى مجموعة C و D و E إذا كانت المصفوفات القياسية سهلة.
- المصفوفات المتتابعة المتقدمة: وهي الشكل المتقدم للمصفوفات ويتضمن 48 مفردة، تظهر في مجموعة أولى من 12 مفردة (مجموعة 1)، ومجموعة أخرى من 36 مفردة (مجموعة 2). تظهر المفردات ثانية بالحبر الأسود على خلفية بيضاء، وتتزايد صعوبتها حسب التقدم الحاصل داخل كل مجموعة. وهذه المفردات ملائمة للبالغين والمراهقين الذين معدل ذكاؤهم فوق المتوسط.

بالإضافة إلى ذلك فقد نشرت أشكال موازية للمصفوفات المتتابعة القياسية والملونة في (1998). وكان ذلك لمعالجة مشكلة شيوع معرفة المجتمع العام بمصفوفات ريفن. و قد بنيت الفقرات في الاختبارات الموازية بحيث يكون متوسط معدلات الحل لكل سؤال مطابقا وموازيا للإصدارات الكلاسيكية. ونشرت في الوقت نفسه الإصدارة المنقحة من SPM وهي اختصار لـ the Standard Progressive Matrices Plus المصفوفات المتتابعة القياسية المنقحة. وقد بنيت على النسخة الموازية، ولكن على الرغم من الاختبار له المدة الزمنية نفسها إلا أنه يحتوي فقرات أكثر صعوبة من أجل استعادة التمييز الذي كانت تتمتع به المصفوفات المتتابعة القياسية الأصلية بين المراهقين الأكثر قدرة والشباب حينما نشرت لأول مرة. وقد طور هذا الاختبار الجديد بالاستعانة بأفضل ترتيبات المعاينة، وبالتطورات في الإجراءات المتاحة لتحقيق نظرية الاستجابة للمفردة، وقد تبين أنه يتمتع بمميزات الاختبار المثالية.
جون. سي. ريفن نشر أول مصفوفاته المتتابعة في المملكة المتحدة في (1938). وقد أسس ابناؤه الثلاثة المؤسسة الناشرة لاختبار جي سي ريفن المحدودة وكان مقرها في اسكتلندا. وذلك في (1972). وفي عام (2004)، قامت شركة هاركوت للتقييم، وهي قسم من هاركوت للتعليم بضم مؤسسة جي سي ريفين المحدودة إليها. وهاركوت نفسها تملكتها لاحقا مؤسسة بيرسون Pearson PLC.
وقد قامت جمعية تسعة الثلاثية، وهي جمعية خاصة بذوي معدل الذكاء IQ المرتفع بإقرار اختبار المصفوفات المتتابعة المتقدمة كأحد اختبارات قبول الأعضاء بجمعيتهم. حيث يشترطون الحصول على درجة 32 على الأقل من 36 في اختبار ريفن المتقدم للمصفوفات المتتابعة -RAPM- المنشور في 31 ديسمبر 1999 أو قبل هذا التاريخ. وبالمثل أقرت الجمعية الدولية للاستعراف الفلسفي ISPE اختبار ريفن للمصفوفات المتتابعة المتقدم RAPM كمؤهل للقبول لديهم، وكذلك فعلت جمعية معدل الذكاء المرتفع الدولية.

## العوامل الأساسية

مثال لأحد مفردات اختبار الذكاء، مبني على اختبار ريفن للمصفوفات المتتابعة.

وقد وضعت المصفوفات المتتابعة لريفن والاختبارات اللفظية أصلا لاستخدامها في البحث في الأصول الوراثية والبيئية للقدرة المعرفية. واعتقد ريفن أن الاختبارات الشائعة المستخدمة في ذلك الوقت كانت مرهقة في إدارتها، وأن نتائجها صعبة التفسير. ومن ثم شرع في تطوير مقاييس بسيطة لاثنين من المكونات الرئيسة لعامل سبيرمان العام الذي يرمز له بـ g. وهذان المكونان هما (1) القدرة على التفكير الواضح، وإعطاء معنى معقول للتعقيدات، والذي يعرف بالقدرة على تحديد المغزى eductive ability، (وهي مأخوذة من الجذر اللاتيني "educere" والذي يعني الاستخلاص) و (2) القدرة على حفظ وإنتاج المعلومات، وهي ما يعرف بالقدرة على إعادة الإنتاج.
وقد طورت اختبارات ريفن لكليهما بالاستعانة بما عرف لاحقا بنظرية الاستجابة للمفردة.

## استخدامات الاختبارات
طورت الاختبارات من أجل الأغراض البحثية. وبسبب استقلالها عن مهارات اللغة والقراءة والكتابة، وبساطتها في الاستخدام والتفسير، فإنها سرعان ما حظيت بانتشار كبير في التطبيق العملي. فعلى سبيل المثال، أخضع كل الملتحقين بالقوات المسلحة البريطانية منذ 1942 فصاعدا لعشرين دقيقة من نسخة معدلة من اختبار المصفوفات المتتابعة القياسية SPM. وصار هذا الإجراء الروتيني للمصفوفات المتتابعة القياسية مستمرا حتى القرن الحالي لجميع الملتحقين (المجندين إلزاميا) لكثير من الخدمات العسكرية عبر العالم (بما في ذلك الاتحاد السوفيتي). واستطاع جيمس ر. فلاين James R. Flynn من خلال الجمع بين كل هذه البيانات أن يضع نمو الأجيال في درجات مسجلة لا يرقى إليها الشك. وقد أدت نشرة فلاين الرائدة حول تزايد معدل الذكاء عبر العالم إلى اكتشاف ظاهرة الاكتساب التي صارت تعرف بمفعول فلاين، أو تأثير فلاين. وكان جون ريفن من بين الباحثين أمثال روبرت ل. ثورنديك Robert L. Thorndike وغيره ممن سبقوا فلاين في إيجاد أدلة على نمو معدل الذكاء، ويشار إليه في الدراسات اختصارا بالحروف RPM.
وقد قدمت دراسة أجريت عام 2007 دليلا على أن الأفراد الذين يعانون من متلازمة اسبرجر، وهو اضطراب طيف التوحد ذو الأداء الوظيفي العالي، يسجلون نتائج أعلى من غيرهم من الأفراد في اختبارات ريفن. كما قدمت دراسة أخرى في 2007 دليلا على أن الأفراد المصابين بالتوحد الكلاسيكي، وهو اضطراب طيف التوحد ذو الأداء الوظيفي المنخفض، يسجلون نتائج أعلى في اختبارات ريفن مما يسجلونه في اختبارات وكسلر. وبالإضافة إلى ذلك، فإن الأفراد المصابين بالتوحد الكلاسيكي كانوا يقدمون إجابات صحيحة لاختبار ريفن في وقت أقل من الأفراد غير المصابين بالتوحد، على الرغم من أنهم أخطأوا في كثير من الأحيان.